# Periphlebitis retinae
Bei der Periphlebitis retinae (Synonym: Juvenile rezidivierende Glaskörperblutung) handelt es sich um eine entzündungsbedingte Wandverletzung der retinalen Venen mit schweren rezidivierenden Glaskörperblutungen, überwiegend bei Männern.

## Ätiologie
Man unterscheidet eine primäre und eine sekundäre Form. Für die primäre Form ist häufig keine genaue Ursache feststellbar. Der sekundären Form liegen eine ganze Reihe an Krankheiten zu Grunde, darunter:
- Riesenzellarteriitis
- Polyarteriitis nodosa
- Granulomatose mit Polyangiitis
- Lupus erythematodes
- Multiple Sklerose
- Sarkoidose
- Morbus Behçet

Auch Infektionskrankheiten wie Zytomegalie, Herpes simplex, Herpes zoster oder Syphilis können mit der Periphlebitis retinae assoziiert sein.

## Pathogenese
Durch die Entzündung der Venenwand kommt es im weiteren Verlauf zu kleinen Verletzungen, die wiederum das Auftreten zellulärer Infiltration im Glaskörper begünstigen. Durch eventuelle Gefäßneubildungen (Neovaskularisation) kann es zusätzlich zu einer Glaskörperblutung oder zu einer Netzhautablösung kommen.

## Symptome
Ein erster Hinweis auf eine Periphlebitis retinae ist eine, durch die Glaskörpertrübung verursachte, Minderung des Sehvermögens mit dem subjektiven Eindruck einer „schwarzen Wand“ oder „eines dunklen sich bewegenden Vorhangs“. Später können Netzhautblutungen oder rezidivierende Glaskörperblutungen auftreten, die die Sehschärfe und das Gesichtsfeld stark einschränken. Im Falle einer Netzhautablösung droht die Erblindung.

## Diagnostik
Die Diagnose erfolgt anhand der Ophthalmoskopie. Dabei lässt sich die Entzündung in Form kleiner, weißlicher Einstülpungen der retinalen Venen darstellen, die an abtropfendes Kerzenwachs erinnern („Kerzenwachsexsudate“). Häufig finden sich auch Glaskörperinfiltrate. Neovaskularisationen sind am sichersten durch Fluoreszenzangiographie zu diagnostizieren.

## Differentialdiagnose
Als wichtigste Differentialdiagnose ist der Morbus Eales zu nennen. Dabei handelt es sich um eine Entzündung retinaler Gefäße unbekannter Ursache, die immer beide Augen betrifft. Betroffen sind vor allem Männer im Alter zwischen 20 und 40.

## Therapie
Die Therapie besteht in erster Linie in der Behandlung der zu Grunde liegenden Allgemeinerkrankung. Eine zusätzliche Steroidtherapie führt nicht selten zum raschen Abklingen der Entzündungen. Im Falle ischämischer Netzhautareale kann auch die Laserkoagulation zur Anwendung kommen. In jedem Fall ist es sehr wichtig, dass vorher infektiöse Ursachen ausgeschlossen werden. Im Spätstadium und bei erheblicher Visusminderung kann auch eine Vitrektomie in Betracht gezogen werden.

## Prognose
Die Prognose ist grundsätzlich gut, hängt aber vorrangig von der Grunderkrankung ab.